# Cadran déclinant

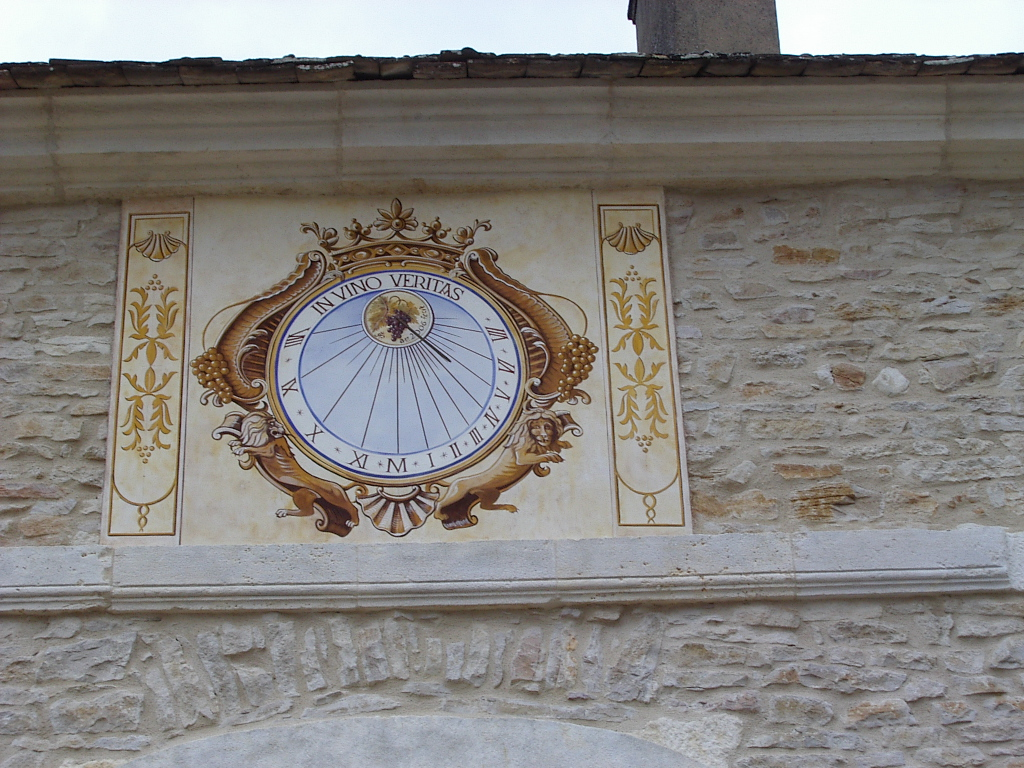
Cadran Solaire vertical déclinant -Chateau Pommard-Côte d'Or

Le cadran solaire vertical déclinant a sa table verticale, mais ne faisant pas face à un des points cardinaux. Le style est parallèle à l'axe de la Terre.
Si l'on note {\displaystyle \Delta } l'angle dont on tourne la table d'un cadran méridional ({\displaystyle \Delta <0} vers l'Est, {\displaystyle \Delta >0} vers l'Ouest), l'angle entre la sous-stylaire et la ligne de midi (verticale) est défini par :
{\displaystyle \tan \theta ={\frac {\sin \Delta }{\tan \phi }},\,}
où {\displaystyle \phi } représente la latitude du lieu. Il s'agit également de la pente par rapport à l'horizontale de la ligne de déclinaison les jours d'équinoxe.

L'angle entre la ligne horaire H et la ligne de midi est donné par
{\displaystyle \tan \gamma _{H}={\frac {\cos \phi }{\cos \Delta \cot H+\sin \Delta \sin \phi }}\,.}

Remarque: {\displaystyle H<0\Leftrightarrow \gamma _{H}<0} correspond au matin (gauche du cadran), alors que {\displaystyle H>0\Leftrightarrow \gamma _{H}>0} correspond à l'après-midi (droite du cadran).

On vérifie que pour {\displaystyle \Delta =0}, on retrouve la relation du cadran vertical simple (méridional ou septentrional).
Pour {\displaystyle \Delta =-\pi /2}, on obtient un cadran oriental, et pour {\displaystyle \Delta =\pi /2}, on obtient un cadran occidental.